# エドワールト・コリール
エドワールト・コリール（Edwaert Collier、または Evert Collier、1642年1月26日 - 1708年9月8日(葬礼日)）はオランダの黄金時代の画家である。「ヴァニタス」や「トロンプ・ルイユ」に分類される静物画を多く描いた。名は"Evert"、"Edward" 、"Edwaert" 、"Eduwaert" 、"Edwart"とされることがあり、姓も"Colyer" 、"Kollier"ともされる。日本語音訳もエヴェルト・コリエなどともされる。

## 略歴
現在のオランダの北ブラバント州、ブレダに生まれた。ハールレムで絵を学び、ハールレムの画家、フィンセント・ファン・デル・フィンネ(Vincent van der Vinne: 1628–1702) の作品から影響を受けた。1664年にハールレムの聖ルカ組合に登録された。
1667年までにライデンに移り、1673年にライデンの聖ルカ組合に登録された。1686年までにはアムステルダムで働くようになり、1693年にロンドンへ移った。1702年から1706年の間ライデンに戻った後、再びロンドンで活動し、1708年にロンドンで没した。
「人生の空しさの寓意」を表す静物画、「ヴァニタス」や見る者に現実と錯覚させることを意図した静物画「トロンプ・ルイユ」を描いた。作品はデンバー美術館、ホノルル美術館、インディアナポリス美術館などに収蔵されている。

## 作品

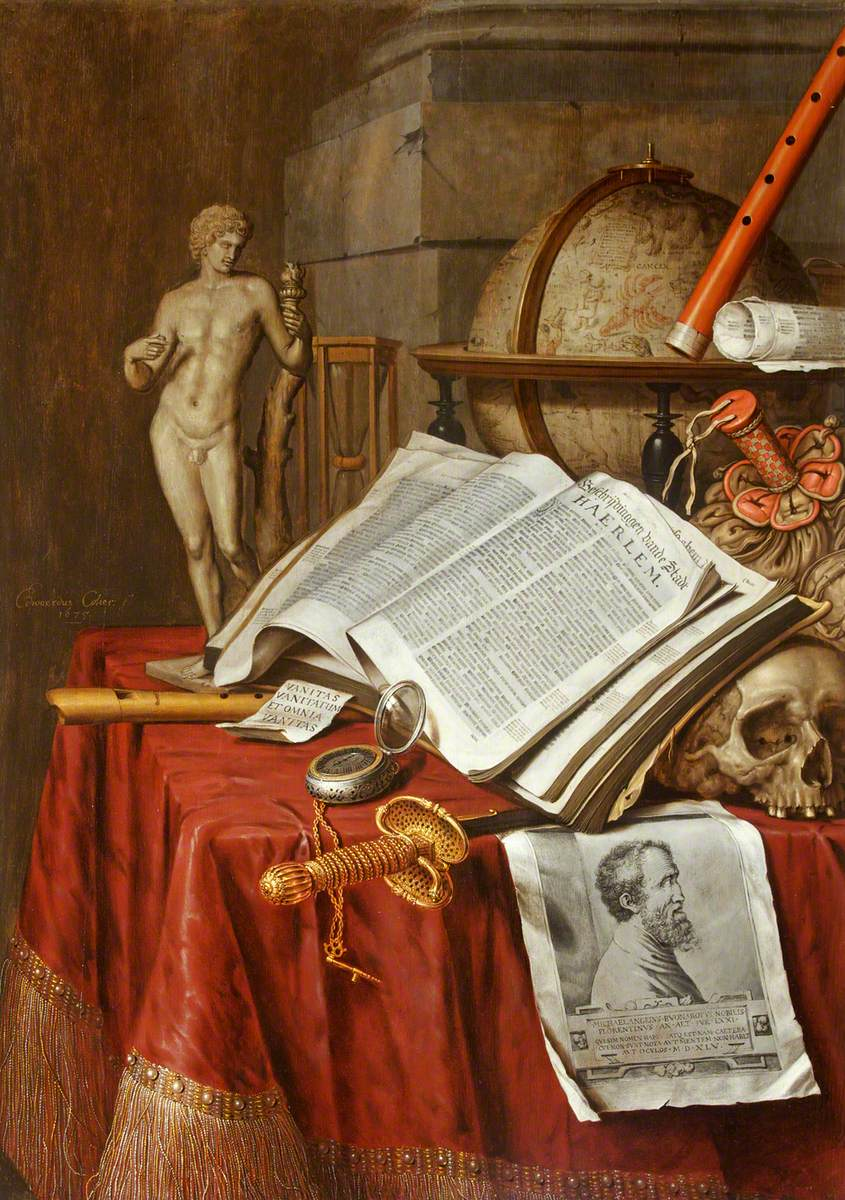
Vanitas Still Life with a Statuette of an Antique Athlete and a Print of Michelangelo (1675)
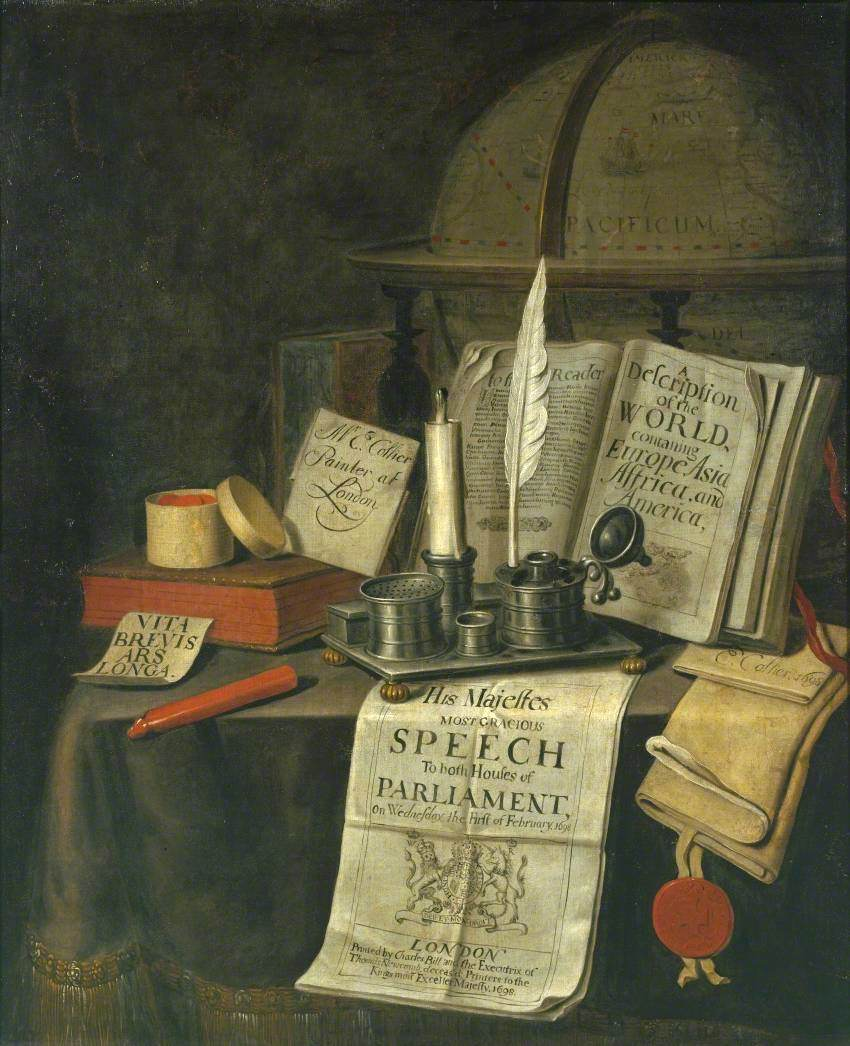
Still Life
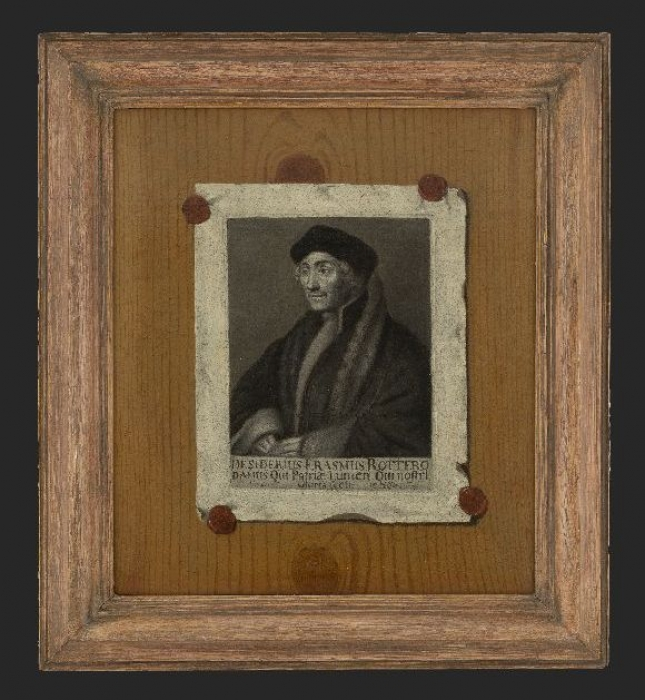
板に貼られたデジデリウス・エラスムスの肖像画(トロンプ・ルイユ)
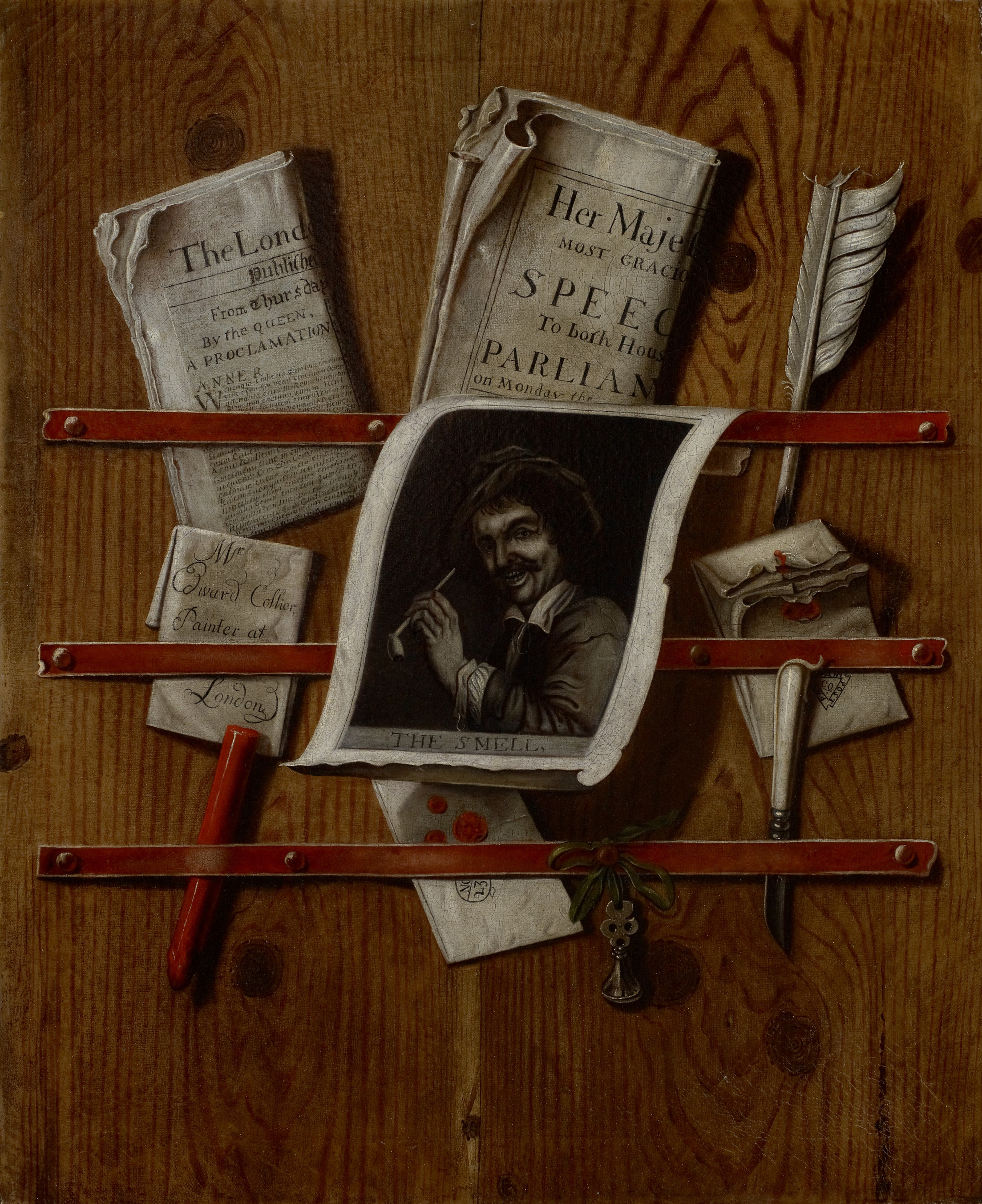
Still Life: The Smell

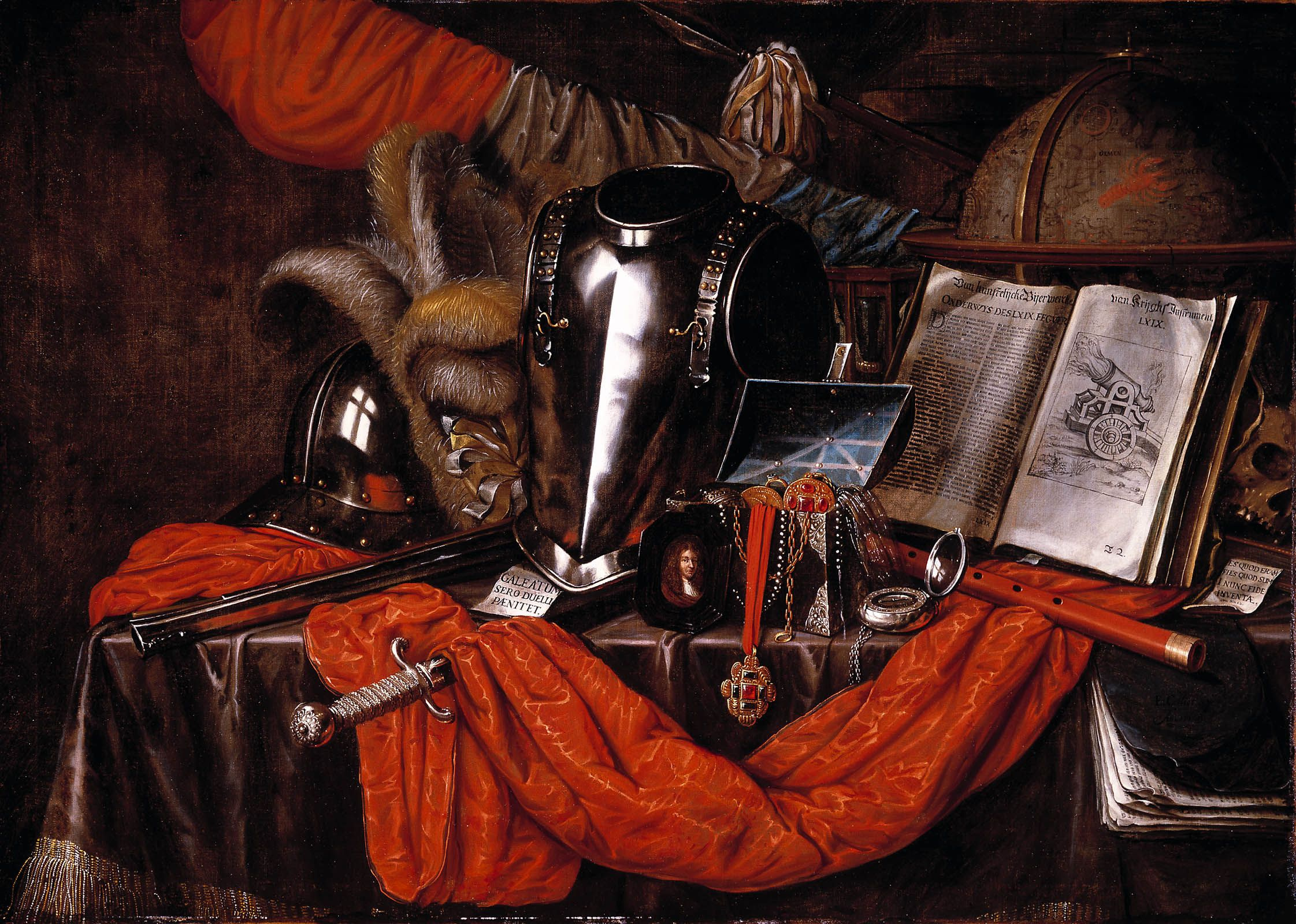
Vanitas (1669)
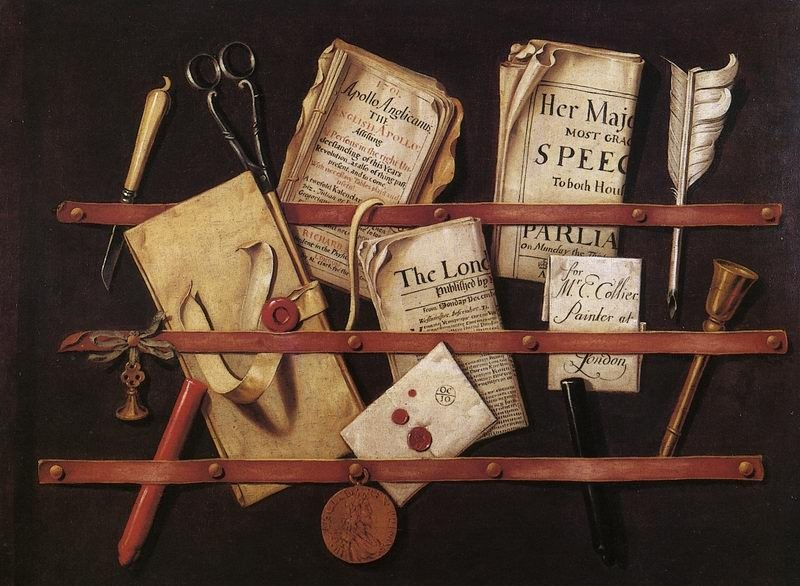
トロンプ・ルイユ
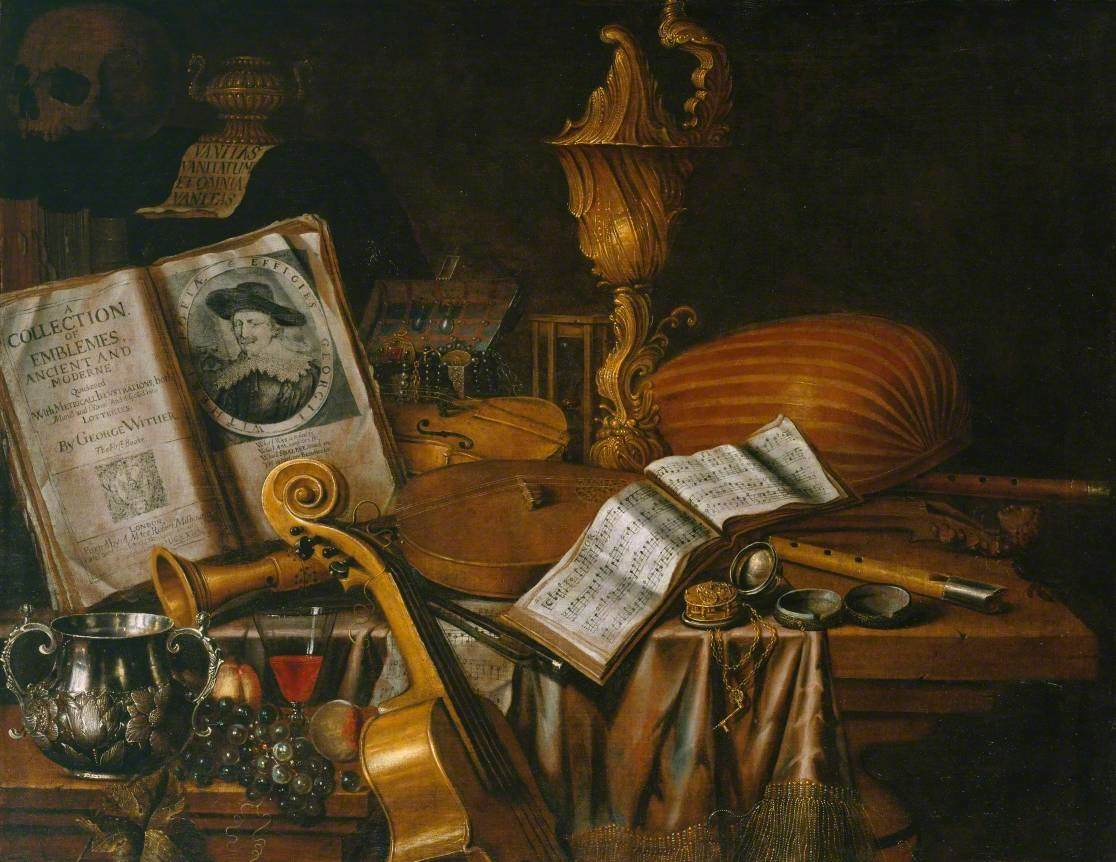
Still Life with a Volume of Wither’s ‘Emblemes’ (1696)